# Brinke Stevens
Brinke Stevens, wł. Charlene Elizabeth Brinkman (ur. 1954 r.) – aktorka filmowa ze Stanów Zjednoczonych, z wykształcenia biolożka, psycholożka i biolożka morska.

## Życiorys
Urodziła się w 1954 r. w Kalifornii jako Charlene Elizabeth Brinkman, ma pochodzenie niemieckie i mongolskie. W dzieciństwie uczyła się mówić w siedmiu językach. W szkole średniej wstąpiła do Stowarzyszenia Mensa. Ukończyła studia w zakresach biologii, psychologii i biologii morskiej i pracowała jako konsultantka do spraw środowiska przy elektrowni jądrowej w okolicach San Diego, a jednocześnie planowała karierę biologa morskiego.
W 1980 r. wyszła za mąż za swojego chłopaka z dzieciństwa Dave'a Stevensa (rozwiedli się rok później), twórcę m.in. Człowieka-rakiety i wraz z min przeprowadziła się do Hollywood, gdzie zaczęła szukać pracy, w której mogłaby rozwijać karierę naukową. Kiedy przypadkiem trafiła na casting do filmu, zdecydowała się wziąć w nim udział i dostała małą rolę w komedii Damy na ringu (1981 r.). W Mordzie podczas nudnego przyjęcia z 1982 r. zagrała pierwszą większą rolę i stworzyła charakterystyczną postać, dzięki której mogła rozpocząć karierę w horrorach.
Była znana z nonszalanckiego podejścia do rozbierania się przed kamerą i uznawała je za nieodłączną część pracy aktorskiej, a także mówiła o sobie, że prawdopodobnie nakręciła najwięcej scen pod prysznicem w historii Hollywood. Łącznie zagrała w ponad 200 filmach, głównie w niskobudżetowych horrorach klasy B produkowanych na potrzeby wypożyczalni VHS. U szczytu kariery próbowała przejść do kina głównego nurtu, ale zniechęciła się, gdy okazało się, że tylko niszowe kino gwarantuje jej role bez udziału w castingach. Występy w tych filmach sprawiły, że jako jedna z kilku aktorek (m.in. wraz z Michelle Bauer i Linneą Quigley) otrzymała pod koniec lat 1980. tytuł królowej krzyku. Jej popularność zwiększały dodatkowo nagie sesje publikowane w magazynach erotycznych.
W latach 1990. nastąpił schyłek ery horroru i królowych krzyku, a jej kariera zaczęła zwalniać i Stevens zaczęła dostawać już tylko mniejsze role, a pod pseudonimem zaczęła występować także w thrillerach erotycznych. W XXI w. nastąpił powrót jej popularności za sprawą mody na nostalgię za latami 1980. W tym okresie Stevens zaczęła grać w niezależnych horrorach, często bawiąc się w nich swoim wizerunkiem. Jest też obecna na konwentach fanów horroru.